# ألدرشوت (دائرة انتخابية في المملكة المتحدة)
الدرشوت  (بالإنجليزية: Aldershot)‏ هي إحدى الدوائر الانتخابية في المملكة المتحدة الممثلة في مجلس العموم في برلمان المملكة المتحدة.
عضو البرلمان الذي يمثلها حالياً هو :Mr Gerald Howarth (Con).